# Manzanita (Venezuela)
Pour les articles homonymes, voir Manzanita.
Manzanita, ou La Manzanita, est la capitale de la paroisse civile de Buría de la municipalité de Simón Planas de l'État de Lara au Venezuela.